# Valorant Game Changers de 2022
Valorant Game Changers de 2022, oficialmente VCT 2022: Game Changers Championship, foi a primeira edição do torneio do jogo Valorant voltado para as mulheres e pessoas de gêneros socialmente marginalizados. A série Game Changers ocorreu durante todo o ano, sendo realizado diversos torneios qualificatórios regionais para definir as equipes que disputariam o evento internacional e se consagraria a campeã do mundo daquele ano.
O torneio final foi realizado de 15 a 20 de novembro em Berlim, Alemanha, com a presença de público. A competição contou com oito equipes classificadas de seis regiões diferentes.
G2 Gozen venceu o campeonato depois de derrotar a Shopify Rebellion GC na final por um placar de 3–2.

## Equipes classificadas
Ao todo, 8 equipes se classificaram para o Game Changers Championship. As regiões da América do Norte e da EMEA (Europa, Oriente Médio e África) tiveram a oportunidade de levar duas equipes, enquanto as restantes, América Latina, Ásia-Pacífico, Brasil e Sudeste Asiático levaram somente uma equipe.
| Região           | Equipe               | Modo de classificação                                        |
| ---------------- | -------------------- | ------------------------------------------------------------ |
| América do Norte | Cloud9 White         | Campeão do Game Changers NA Series 3                         |
| América do Norte | Shopify Rebellion GC | 2º melhor colocado na pontuação regional da América do Norte |
| América Latina   | KRÜ Fem              | Campeão do Game Changers LATAM Regional Final                |
| Ásia-Pacífico    | X10 Sapphire         | Campeão do Game Changers APAC Elite                          |
| Brasil           | Team Liquid Brazil   | Melhor colocado na pontuação regional do Brasil              |
| EMEA             | Guild X              | Campeão do Game Changers EMEA Series 3                       |
| EMEA             | G2 Gozen             | 2º melhor colocado na pontuação regional da EMEA             |
| Leste da Ásia    | FENNEL Female        | Campeão do Game Changers East Asia                           |

## Confrontos
O torneio inteiro contou com um modelo de eliminação dupla, com todas as oito equipes sendo sorteadas nas chaves, onde duas equipes de mesma região, no caso América do Norte e EMEA, não poderiam se enfrentar logo de início. Todas as partidas foram em melhor de três, exceto a final, que foi em melhor de cinco.

### Esquema
|  | Chave superior 1 | Chave superior 1     | Chave superior 1 |  |  | Chave superior 2 | Chave superior 2     | Chave superior 2 |  |  | Final da chave superior | Final da chave superior | Final da chave superior |  |  |                         |                         |                         |  |  | Final | Final                | Final |  |
|  |                  |                      |                  |  |  |                  |                      |                  |  |  |                         |                         |                         |  |  |                         |                         |                         |  |  |       |                      |       |  |
|  |                  | Cloud9 White         | 2                |  |  |                  |                      |                  |  |  |                         |                         |                         |  |  |                         |                         |                         |  |  |       |                      |       |  |
|  |                  | KRÜ Fem              | 0                |  |  |                  |                      |                  |  |  |                         |                         |                         |  |  |                         |                         |                         |  |  |       |                      |       |  |
|  |                  |                      |                  |  |  |                  | Cloud9 White         | 1                |  |  |                         |                         |                         |  |  |                         |                         |                         |  |  |       |                      |       |  |
|  |                  |                      |                  |  |  |                  | G2 Gozen             | 2                |  |  |                         |                         |                         |  |  |                         |                         |                         |  |  |       |                      |       |  |
|  |                  | G2 Gozen             | 2                |  |  |                  |                      |                  |  |  |                         |                         |                         |  |  |                         |                         |                         |  |  |       |                      |       |  |
|  |                  | X10 Sapphire         | 0                |  |  |                  |                      |                  |  |  |                         |                         |                         |  |  |                         |                         |                         |  |  |       |                      |       |  |
|  |                  |                      |                  |  |  |                  |                      |                  |  |  |                         | G2 Gozen                | 2                       |  |  |                         |                         |                         |  |  |       |                      |       |  |
|  |                  |                      |                  |  |  |                  |                      |                  |  |  |                         | Team Liquid Brazil      | 0                       |  |  |                         |                         |                         |  |  |       |                      |       |  |
|  |                  | Guild X              | 1                |  |  |                  |                      |                  |  |  |                         |                         |                         |  |  |                         |                         |                         |  |  |       |                      |       |  |
|  |                  | Shopify Rebellion GC | 2                |  |  |                  |                      |                  |  |  |                         |                         |                         |  |  |                         |                         |                         |  |  |       |                      |       |  |
|  |                  |                      |                  |  |  |                  | Shopify Rebellion GC | 1                |  |  |                         |                         |                         |  |  |                         |                         |                         |  |  |       |                      |       |  |
|  |                  |                      |                  |  |  |                  | Team Liquid Brazil   | 2                |  |  |                         |                         |                         |  |  |                         |                         |                         |  |  |       |                      |       |  |
|  |                  | FENNEL Female        | 1                |  |  |                  |                      |                  |  |  |                         |                         |                         |  |  |                         |                         |                         |  |  |       |                      |       |  |
|  |                  | Team Liquid Brazil   | 2                |  |  |                  |                      |                  |  |  |                         |                         |                         |  |  |                         |                         |                         |  |  |       | G2 Gozen             | 3     |  |
|  |                  |                      |                  |  |  |                  |                      |                  |  |  |                         |                         |                         |  |  |                         |                         |                         |  |  |       | Shopify Rebellion GC | 2     |  |
|  |                  |                      |                  |  |  |                  |                      |                  |  |  |                         |                         |                         |  |  |                         |                         |                         |  |  |       |                      |       |  |
|  | Chave inferior 1 | Chave inferior 1     | Chave inferior 1 |  |  | Chave inferior 2 | Chave inferior 2     | Chave inferior 2 |  |  | Chave inferior 3        | Chave inferior 3        | Chave inferior 3        |  |  | Final da chave inferior | Final da chave inferior | Final da chave inferior |  |  |       |                      |       |  |
|  |                  |                      |                  |  |  |                  |                      |                  |  |  |                         |                         |                         |  |  |                         |                         |                         |  |  |       |                      |       |  |
|  |                  |                      |                  |  |  |                  | Shopify Rebellion GC | 2                |  |  |                         |                         |                         |  |  |                         |                         |                         |  |  |       |                      |       |  |
|  |                  | KRÜ Fem              | 1                |  |  |                  | X10 Sapphire         | 0                |  |  |                         |                         |                         |  |  |                         | Team Liquid Brazil      | 0                       |  |  |       |                      |       |  |
|  |                  | X10 Sapphire         | 2                |  |  |                  |                      |                  |  |  |                         | Shopify Rebellion GC    | 2                       |  |  |                         | Shopify Rebellion GC    | 2                       |  |  |       |                      |       |  |
|  |                  |                      |                  |  |  |                  |                      |                  |  |  |                         | Cloud9 White            | 1                       |  |  |                         |                         |                         |  |  |       |                      |       |  |
|  |                  |                      |                  |  |  |                  | Cloud9 White         | 2                |  |  |                         |                         |                         |  |  |                         |                         |                         |  |  |       |                      |       |  |
|  |                  | Guild X              | 2                |  |  |                  | Guild X              | 0                |  |  |                         |                         |                         |  |  |                         |                         |                         |  |  |       |                      |       |  |
|  |                  | FENNEL Female        | 0                |  |  |                  |                      |                  |  |  |                         |                         |                         |  |  |                         |                         |                         |  |  |       |                      |       |  |

## Classificação final
| Colocação | Equipe               | C1  | C2  | C3  | FCS | FCI | Final | Premiação (%) | Premiação (USD) |
| --------- | -------------------- | --- | --- | --- | --- | --- | ----- | ------------- | --------------- |
| 1º        | G2 Gozen             | 2–0 | 2–1 | –   | 2–0 | –   | 3–2   | 36%           | US$ 180.000     |
| 2º        | Shopify Rebellion GC | 2–1 | 3–2 | 2–1 | –   | 2–0 | 2–3   | 22%           | US$ 110.000     |
| 3º        | Team Liquid Brazil   | 2–1 | 2–1 | –   | 0–2 | 0–2 |       | 16%           | US$ 80.000      |
| 4º        | Cloud9 White         | 2–0 | 3–2 | 1–2 |     |     |       | 10%           | US$ 50.000      |
| 5º–6º     | Guild X              | 3–2 | 0–2 |     |     |     |       | 5%            | US$ 25.000      |
| 5º–6º     | X10 Sapphire         | 2–3 | 0–2 |     |     |     |       | 5%            | US$ 25.000      |
| 7º–8º     | FENNEL Female        | 1–4 |     |     |     |     |       | 3%            | US$ 15.000      |
| 7º–8º     | KRÜ Fem              | 1–4 |     |     |     |     |       | 3%            | US$ 15.000      |